# Augustus (transatlantico 1950)
La motonave Augustus è stata un transatlantico costruito, analogamente alla nave gemella Giulio Cesare, con caratteristiche tecniche moderne in Italia dopo la seconda guerra mondiale. È stata realizzata, per conto dei Cantieri Riuniti dell'Adriatico, nel Cantiere San Marco di Trieste.

## Caratteristiche tecniche

### Struttura
La linea della nave fu uno stacco netto col passato per via dei moderni stilemi adottati. La nave segnò un punto di partenza per lo stile che poi influenzò la progettazione dei transatlantici italiani costruiti negli anni successivi.
Caratteristiche peculiari erano lo specchio di poppa tondeggiante, simile a quello degli incrociatori, una prua affilata detta "a tagliamare", sovrastrutture dei ponti digradanti gradualmente verso poppa e un fumaiolo con linea aerodinamica; era presente un unico albero sagomato. Lo stile della nave la faceva assomigliare a uno yacht e rendeva il profilo sottile, rendendo la figura nell'insieme leggera rispetto alle effettive dimensioni.
La struttura dello scafo, del tipo a "struttura completa", era suddiviso in dodici compartimenti stagni che, secondo la normativa della Convenzione di Londra del 1948, doveva garantire la galleggiabilità della nave anche nel caso fossero stai allagati due compartimenti attigui. Le sovrastrutture consistevano in dieci ponti, con quattro parzialmente di sovrastruttura e quattro adiacenti.

### Propulsione
Come per la gemella Giulio Cesare, la Augustus montava due motori Diesel della Fiat Grandi Motori di Torino, che all'epoca erano i più potenti disponibili. Essi erano stati costruiti nel 1939 per essere montati sul vecchio transatlantico  Augustus del 1926, il quale doveva essere trasformato nella portaerei Sparviero, e sul transatlantico Roma, il quale sarebbe stato trasformato nella portaerei Aquila. A causa degli eventi bellici il progetto venne accantonato ed i motori rimasero inutilizzati per undici anni.

### Strumentazione
Il transatlantico beneficiava di tutti gli strumenti per la navigazione più moderni dell'epoca come la girobussola, il radar, il pilota automatico e altri.

### Locali per i passeggeri
La nave era suddivisa in tre  classi per un totale di 1102 passeggeri.
Gli interni erano analoghi a quelli di un grande albergo di lusso, in quanto i passeggeri usufruivano di aria condizionata in tutti gli ambienti, saloni e passeggiate ampi e luminosi, tre piscine e zone all'aperto dedicate all'intrattenimento.
L'arredamento, elegante e funzionale, era in linea con il buon gusto e il design italiano di quegli anni. Inoltre, in alcuni locali della nave erano presenti opere d'arte firmate da noti artisti italiani.

## Servizio
Il transatlantico Augustus fu utilizzato dalla Italia di Navigazione sulle rotte per gli Stati Uniti e il Sudamerica fino al gennaio 1976. Fu poi venduto a un armatore filippino che lo ribattezzò Great Sea e lo destinò a un utilizzo come panfilo. In tale veste navigò sporadicamente e fu per lunghi periodi in disarmo. A ogni modo a bordo fu sempre presente l'equipaggio che mantenne la nave in efficienza, contribuendo alla sua preservazione.

## Trasformazione e demolizione

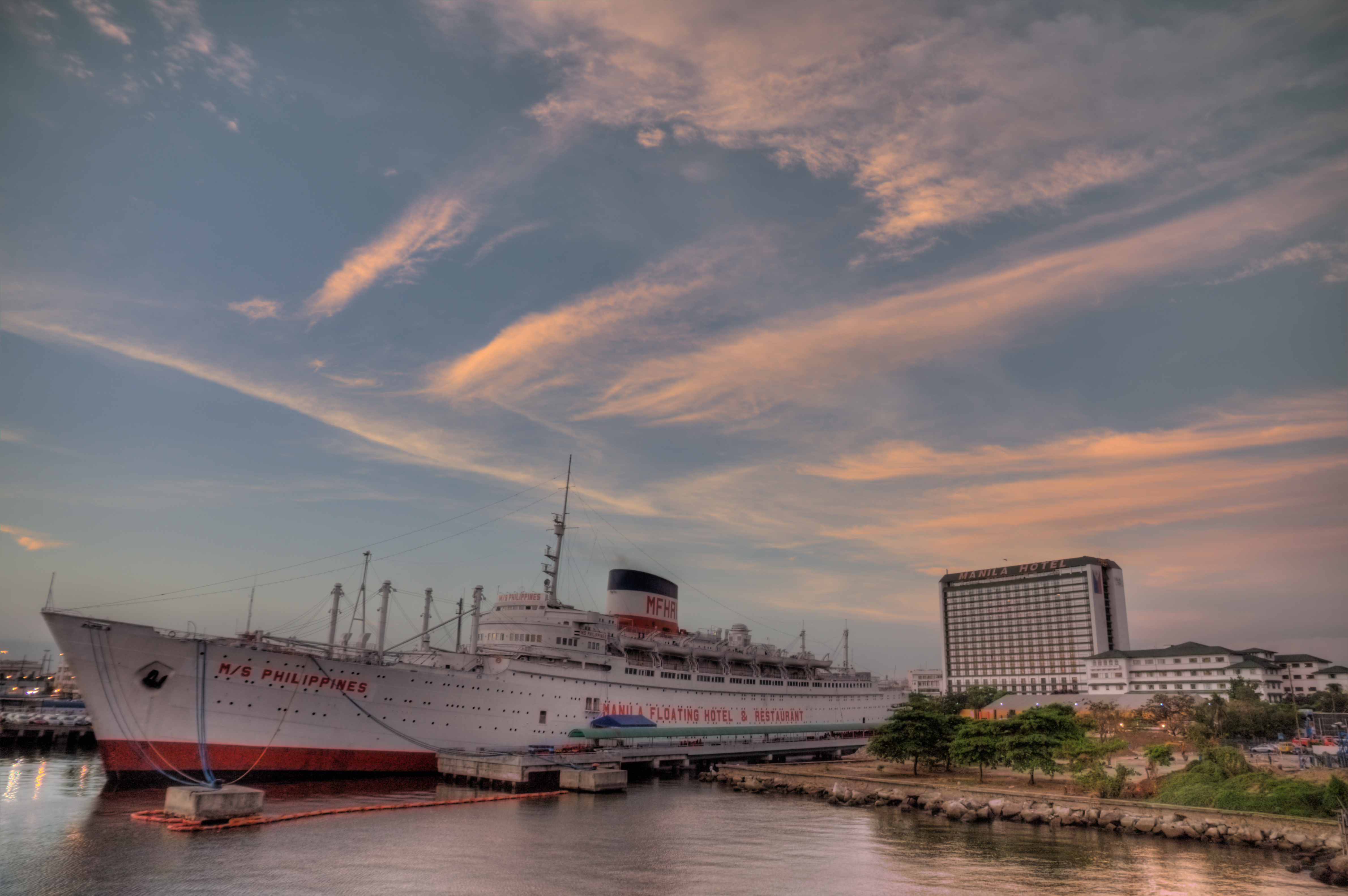
La nave Philippines (già Augustus) ormeggiata a Manila come albergo galleggiante

Nel 1999 la nave fu venduta alla società "Manila floating hotel & restaurant" per essere trasformata in albergo galleggiante con il nuovo nome di Philippines. A causa dell'insuccesso di tale operazione, anche per via dei problemi politici del paese, il transatlantico è rimasto in disarmo a Manila. Nel 2009 è stata posta in vendita al prezzo di quasi 6 milioni di Euro, comprensivi di tutte le opere d'arte ancora presenti a bordo. Dal momento che non si è trovato nessun acquirente, la nave è stata venduta per la demolizione, avvenuta ad Alang nel 2011.
Con la demolizione dell'Augustus, si segnò la fine di un era, in quanto era l'ultimo transatlantico ad esser stato costruito in Italia.
Per quanto altri transatlantici italiani esistono ancora oggi intatti o almeno parzialmente, quali il Conte Biancamano (1925) e la Franca C. (1914), essi sono stati costruiti all'estero e il loro stato di conservazione attuale non si avvicina a quello che furono, specialmente se comparati all'Augustus. Del Biancamano rimane solo una sezione della sovrastruttura, mentre la Franca C. venne modificata estensivamente è oggi è conservata allo scopo alberghiero quasi come appariva alla fine della sua carriera, come una nave da crociera e una libreria galleggiante.